# Pere Pastor Vilanova
Pere Pastor Vilanova (Andorra la Vieja (Principado de Andorra), 29 de noviembre de 1968) es un magistrado y jurista andorrano. Es juez del Tribunal Constitucional del Principado de Andorra desde el 18 de noviembre de 2024.

## Biografía
Pere Pastor Vilanova obtuvo su Máster en Ciencias Políticas en “Sciences Po Toulouse” en 1990. También es titular de un Máster en estudios superiores mercantiles, administrativos y financieros de la Montpellier Business School, obtenido en 1992. Prosiguió sus estudios en la prestigiosa Escuela Nacional de Administración (École nationale d’Administration - ENA) de Paris, que finalizó con la obtención de un Máster en Administraciones Públicas en 1994. En 2002, se convirtió en Doctor en derecho público por la Universidad Toulouse 1 Capitole.

## Trayectoria profesional
Después de haber sido Director del Ministerio de Interior del Gobierno de Andorra durante 3 años, pasó a ser juez de primera instancia (« Batlle ») en 1998 hasta octubre de 2011, momento en que fue nombrado magistrado del Tribunal Superior de Justicia de Andorra, siendo el primero de nacionalidad andorrana de la historia de ese Tribunal. De forma paralela, entre 2005 y 2015, fue miembro del Comité de Bioética (DH-BIO) del Consejo de Europa.
En abril de 2015, fue elegido juez en el Tribunal Europeo de Derechos Humanos por la Asamblea Parlamentaria del Consejo de Europa. Empezó a ejercer sus funciones el 1 de noviembre de 2015. Fue elegido presidente de Sección el 19 de setiembre de 2022 para un mandato de dos años. En octubre de 2024, fue elegido magistrado del Tribunal Constitucional del Principado de Andorra por el Consell General (Parlamento andorrano). Se conviertío así en el primer andorrano nombrado magistrado del Tribunal Constitucional por el Consell General. Tomó posesión de su cargo el 18 de noviembre para un mandato de ocho años. Fue nombrado Vicepresidente por un mandato de dos años. 
Desde 2005, Pere Pastor Vilanova es también Profesor de la Universidad Toulouse 1 Capitole, lo que le ha llevado a conseguir la insignia de Caballero en la Orden de las Palmas Académicas, por su trabajo a favor de la difusión del derecho andorrano dentro del mundo académico francés. Es miembro electo del Consejo de Administración de Sciences-Po Toulouse desde octubre de 2023 y miembro del Panel consultivo de expertos del Consejo de Europa para la selección de jueces del TEDH.

## Publicaciones
Es autor de varios trabajos y artículos jurídicos, sobre todo en el ámbito de los derechos humanos, del medio ambiente y del derecho de familia y laboral.